# موتور سيدي سليمان
موتور سيدي سليمان (بالإنجليزية: Mowtowr-e Seyyedi Soleyman)‏ هي منطقة سكنية تقع في سيستان وبلوتشستان في إيران.